# La Coulonche
La Coulonche est une commune française, située dans le département de l'Orne en région Normandie, peuplée de 498 habitants.

## Géographie

### Localisation
Cette commune du pays de Passais est aux confins du pays d'Andaine, du pays d'Houlme et du Bocage flérien. Son bourg est à 9,5 km au sud-ouest de Briouze, à 11 km au nord-ouest de La Ferté-Macé, à 16 km au sud-est de Flers et à 18 km au nord-est de Domfront.
Le signal de Charlemagne, point culminant de la commune (345 mètres), sur l'axe La Sauvagère - Bellou-en-Houlme, près du carrefour des Cinq Routes.
| La Ferrière-aux-Étangs | Bellou-en-Houlme | Le Ménil-de-Briouze |
| La Ferrière-aux-Étangs | La Coulonche     | La Sauvagère        |
| Champsecret            | La Sauvagère     | La Sauvagère        |

### Hydrographie
La commune est traversée par la ligne de partage des eaux entre les bassins hydrographiques Seine-Normandie et Loire-Bretagne. Elle est drainée par la Vée, le Mousse et le ruisseau du Rocher barré,,.
La Vée, d'une longueur de 24 km, prend sa source dans la commune de La Ferrière-aux-Étangs et se jette  dans un bras de la Mayenne à Rives d'Andaine, après avoir traversé six communes. 
Le Mousse, d'une longueur de 10 km, prend sa source dans la commune de La Ferrière-aux-Étangs et se jette  dans la Vée à Bagnoles de l'Orne Normandie, après avoir traversé six communes. 

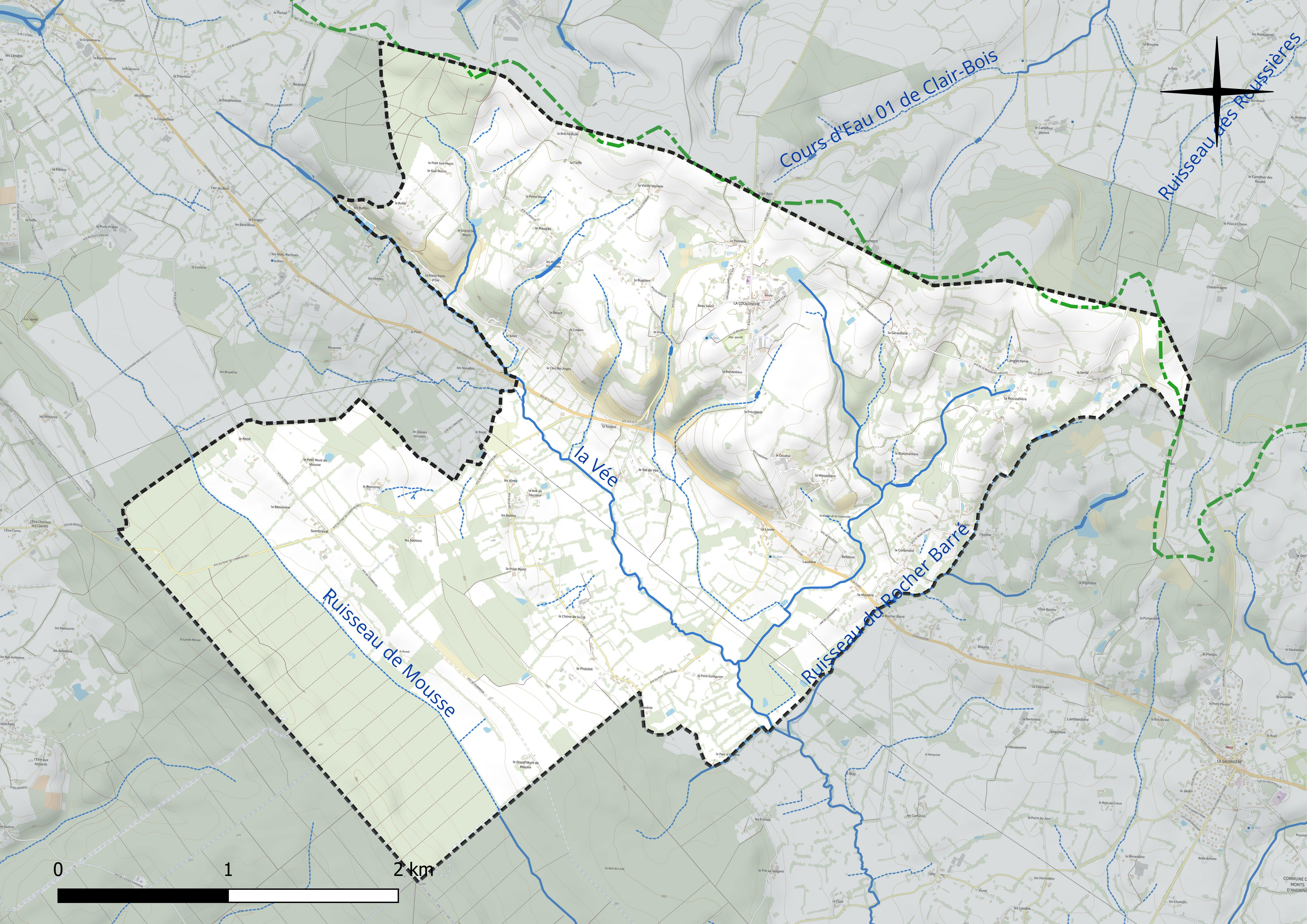
Réseau hydrographique de la Coulonche.

### Climat
Pour des articles plus généraux, voir Climat de la Normandie et Climat de l'Orne.
En 2010, le climat de la commune est de type climat océanique altéré, selon une étude du CNRS s'appuyant sur une série de données couvrant la période 1971-2000. En 2020, Météo-France publie une typologie des climats de la France métropolitaine dans laquelle la commune est exposée à un climat océanique et est dans la région climatique Normandie (Cotentin, Orne), caractérisée par une pluviométrie relativement élevée (850 mm/a) et un été frais (15,5 °C) et venté. Parallèlement le GIEC normand, un groupe régional d’experts sur le climat, différencie quant à lui, dans une étude de 2020, trois grands types de climats pour la région Normandie, nuancés à une échelle plus fine par les facteurs géographiques locaux. La commune est, selon ce zonage, exposée à un « climat contrasté des collines », correspondant au Bocage normand, bien arrosé, voire très arrosé sur les reliefs les plus exposés au flux d’ouest, et frais en raison de l’altitude.
Pour la période 1971-2000, la température annuelle moyenne est de 9,8 °C, avec une amplitude thermique annuelle de 13,5 °C. Le cumul annuel moyen de précipitations est de 927 mm, avec 13,4 jours de précipitations en janvier et 8,1 jours en juillet. Pour la période 1991-2020, la température moyenne annuelle observée sur la station météorologique la plus proche, située sur la commune de Briouze à 9 km à vol d'oiseau, est de 10,9 °C et le cumul annuel moyen de précipitations est de 920,5 mm,. Pour l'avenir, les paramètres climatiques de la commune estimés pour 2050 selon différents scénarios d’émission de gaz à effet de serre sont consultables sur un site dédié publié par Météo-France en novembre 2022.

## Urbanisme

### Typologie
Au 1er janvier 2024, La Coulonche est catégorisée commune rurale à habitat très dispersé, selon la nouvelle grille communale de densité à sept niveaux définie par l'Insee en 2022.
Elle est située hors unité urbaine. Par ailleurs la commune fait partie de l'aire d'attraction de Flers, dont elle est une commune de la couronne,. Cette aire, qui regroupe 38 communes, est catégorisée dans les aires de 50 000 à moins de 200 000 habitants,.

### Occupation des sols
L'occupation des sols de la commune, telle qu'elle ressort de la base de données européenne d’occupation biophysique des sols Corine Land Cover (CLC), est marquée par l'importance des territoires agricoles (81,8 % en 2018), une proportion sensiblement équivalente à celle de 1990 (82,6 %). La répartition détaillée en 2018 est la suivante : 
prairies (58 %), zones agricoles hétérogènes (20,8 %), forêts (15,5 %), terres arables (3,1 %), milieux à végétation arbustive et/ou herbacée (2,7 %). L'évolution de l’occupation des sols de la commune et de ses infrastructures peut être observée sur les différentes représentations cartographiques du territoire : la carte de Cassini (XVIIIe siècle), la carte d'état-major (1820-1866) et les cartes ou photos aériennes de l'IGN pour la période actuelle (1950 à aujourd'hui).

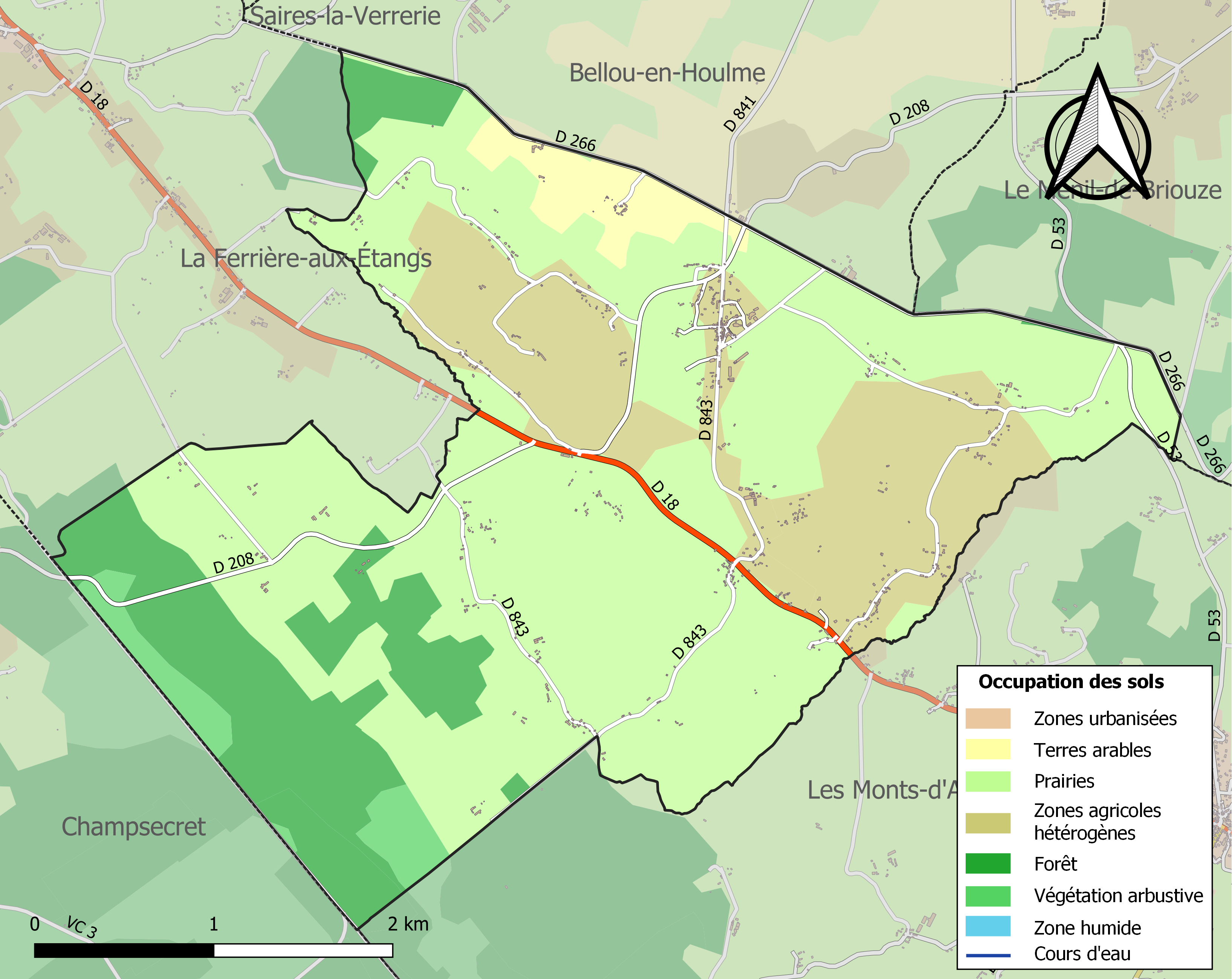
Carte des infrastructures et de l'occupation des sols de la commune en 2018 (CLC).

## Toponymie
Le nom de la localité est attesté sous les formes Colonia au IXe siècle et Colunca vers 1334.
Le toponyme est dérivé du latin colonica, « [terre] cultivée » ; une coulonge, ayant évolué en coulonche ici, était au Moyen Âge une exploitation tenue par un fermier pour un propriétaire.
Le gentilé est Coulonchois.

## Histoire
L'affaire Regnault, une des plus anciennes affaires criminelles de l'Orne connues aujourd'hui prend pour cadre un drame conjugal en 1700 à la Coulonche. La victime est Jeanne Mezenge, le meurtrier son mari. L'affaire est jugée par le bailliage de Falaise le 13 octobre 1704.

## Politique et administration

### Élections municipales et communautaires
| Période                                  | Période | Identité           | Étiquette | Qualité                                                                                                |
| ---------------------------------------- | ------- | ------------------ | --------- | --- |
| 1838                                     | 1853    | Martin Châtel      |           | |
| 1853                                     | 1860    | Jean Châtel        |           | |
| 1860                                     | 1862    | Hypolite Lepeltier |           | |
|                                          |         |                    |           | |
| 1977                                     | 1983    | Pierre Chedeville  |           | |
| 1983                                     | 1999    | Roland Denis       |           | |
| 2000                                     | 2020    | Bruno Louise       | SE        | Chef d'entreprise, président de la communauté de communes de la Haute Varenne et du Houlme (2008-2012) |
| depuis mai 2020                          |         | Lecoq Jacky        |           | |
| Les données manquantes sont à compléter. |         |                    |           | |

Le conseil municipal est composé de quinze membres dont le maire et deux adjoints.

### Jumelages
- Wehretal (Allemagne) depuis 1995.

## Population et société

### Démographie
L'évolution du nombre d'habitants est connue à travers les recensements de la population effectués dans la commune depuis 1793. Pour les communes de moins de 10 000 habitants, une enquête de recensement portant sur toute la population est réalisée tous les cinq ans, les populations de référence des années intermédiaires étant quant à elles estimées par interpolation ou extrapolation. Pour la commune, le premier recensement exhaustif entrant dans le cadre du nouveau dispositif a été réalisé en 2005.
En 2022, la commune comptait 498 habitants, en évolution de +0,61 % par rapport à 2016 (Orne : −3,21 %, France hors Mayotte : +2,11 %).
La Coulonche a compté jusqu'à 1 805 habitants en 1831.
| 1793  | 1800  | 1806  | 1821  | 1831  | 1836  | 1841  | 1846  | 1851  |
| ----- | ----- | ----- | ----- | ----- | ----- | ----- | ----- | ----- |
| 1 600 | 1 592 | 1 706 | 1 706 | 1 805 | 1 783 | 1 688 | 1 616 | 1 684 |

| 1856  | 1861  | 1866  | 1872  | 1876  | 1881  | 1886  | 1891  | 1896 |
| ----- | ----- | ----- | ----- | ----- | ----- | ----- | ----- | ---- |
| 1 650 | 1 616 | 1 579 | 1 410 | 1 346 | 1 234 | 1 175 | 1 089 | 976  |

| 1901 | 1906 | 1911 | 1921 | 1926 | 1931 | 1936 | 1946 | 1954 |
| ---- | ---- | ---- | ---- | ---- | ---- | ---- | ---- | ---- |
| 896  | 845  | 770  | 605  | 603  | 551  | 551  | 467  | 476  |

| 1962 | 1968 | 1975 | 1982 | 1990 | 1999 | 2005 | 2006 | 2010 |
| ---- | ---- | ---- | ---- | ---- | ---- | ---- | ---- | ---- |
| 480  | 429  | 350  | 360  | 393  | 496  | 493  | 500  | 521  |

| 2015 | 2020 | 2022 | - | - | - | - | - | - |
| ---- | ---- | ---- | - | - | - | - | - | - |
| 492  | 503  | 498  | - | - | - | - | - | - |

## Culture locale et patrimoine

### Lieux et monuments
- Église Notre-Dame du XIXe siècle, de style roman, en pierre.
- Croix ancienne du cimetière, en grès.

### Personnalités liées à la commune
- Gérard Burel (1935 à La Coulonche - 2012), homme politique.

### Héraldique
| Blason de La Coulonche | Blason  | 'D'argent au chevron de gueules, accompagné de trois feuilles de sinople. |
| Blason de La Coulonche | Détails |                                                                           |